# 仮想回線
仮想回線（英: virtual circuit、VC）とは、通信回線のうち、物理的には1回線であるものを、論理的には複数回線とみなされた回線をいう。TCP通信やフレームリレー通信ではVirtual Circuitの語が当てられ、おなじVCという略語を使っていても、コネクション型パケット交換やATMネットワークなどではVirtual Channelという単語を使う。

## 概要
電気通信やコンピュータネットワークにおいて、パケット交換を使って提供されるコネクション指向通信サービスを意味する。2つのノード間やアプリケーション間で仮想回線が確立されると、そのノード間でビットストリームやバイトストリームをやり取りできる。仮想回線プロトコルは、上位層のプロトコルに対してセグメントやパケットやフレームといった分割を意識させない。すなわち仮想回線とは、パケット交換を用いていることを上位プロトコルに意識させず、仮想的に従来型の通信回線を使っているように見せかける方式である。
仮想回線通信は回線交換と似ており、どちらもコネクション指向である。すなわち、データの到着順序が保証されており、コネクション確立時に信号をやり取りするオーバーヘッドが存在する。しかし回線交換ではビットレートやレイテンシが一定なのに対して、仮想回線では以下の理由からそれらが変化する。
- ネットワークノード群でのパケットキュー長が変化するため
- アプリケーションの生成するビットレートが変化するため
- 統計多重化などの手段でネットワークリソースを複数ユーザーで共用していて、負荷が変化するため

仮想回線プロトコルの多くは高信頼な通信サービスを提供するため、誤り検出と自動再送要求 (ARQ) によるデータ再送機構を用いている。

## レイヤ4仮想回線
TCPなどのコネクション指向のトランスポート層プロトコルは、IPなどのコネクションレス型のパケット交換ネットワーク層の上に位置する。下層ではパケットはそれぞれ異なる経路で転送される可能性があり、到着順序が保証できない。しかし、TCPにはセグメント番号があって受信側で並べ替えができ、上層に対して順序通りのデリバリが可能であり、仮想回線ということもできる。

## レイヤ2/3仮想回線
ネットワーク層およびデータリンク層の仮想回線プロトコルはコネクション指向のパケット交換に基づいている。すなわち、データは常に同じ経路で送られ、常に同じノードを経由する。コネクションレス型のパケット交換に対して、以下のような利点がある。
- コネクション確立時に帯域幅を予約でき、Quality of Service (QoS) の保証が容易である。例えば、固定ビットレートのQoSクラスを提供でき、回線交換をエミュレートできる。
- パケットは個別にルーティングされず、そのためデータパケットのヘッダに完全なアドレス情報が不要である。したがってオーバーヘッドが小さくなる。パケットのヘッダには小さな仮想回線識別子 (VCI) を格納すればよい。ルーティング情報はコネクション確立時にのみネットワークノード群に転送される。
- ルーティングはコネクション確立時に設定され、その後は固定なので、パケット転送は理論上高速になる（コネクションレス型ではパケット毎に個別にルーティングが必要）。パケット転送時は仮想回線識別子を参照すればよく、完全なアドレスを調べる必要がない。これはASICで簡単に実装できる。しかし、IPルーターの市場は大きく、最近ではレイヤ3スイッチなどの発展も著しいため、コネクション指向プロトコルのスイッチよりも性能がよいものが多い。

## 仮想回線を提供するプロトコルの例
仮想回線を提供するトランスポート層プロトコルの例:
- Transmission Control Protocol (TCP): コネクションレス型のIPプロトコル上に高信頼の仮想回線を確立する。仮想回線は送信元と送信先のソケットアドレスの組（つまり、両者のIPアドレスとポート番号に対応）で識別される。TCPそのものではQoS保証はできない。
- SCTP

ネットワーク層とデータリンク層の仮想回線プロトコルの例:
- X.25: 仮想回線は仮想回線識別子 (VCI) で識別される。高信頼のノード間通信を提供し、QoSも保証できる。
- フレームリレー: 仮想回線はVCIで識別される。高信頼ではないが、QoSを保証できる場合もある。
- Asynchronous Transfer Mode (ATM): 仮想経路識別子 (VPI) と仮想回線識別子 (VCI) で仮想回線を識別する。高信頼ではないが、QoSを保証できる場合もある。
- GSM (GPRS)
- Multi-Protocol Label Switching (MPLS): 各回線はラベルで識別される。高信頼ではないが、8種類のQoSクラスを提供している。

## ATM、フレームリレー、X.25 における恒久仮想回線と交換仮想回線
交換仮想回線（switched virtual circuit、SVC）は、発呼ごとに設定され、切断すると終了する。一方恒久仮想回線（permanent virtual circuit、PVC）は、専用線によるリンクを設定するものである。PVCは通常サービスプロバイダが事前設定する。SVCとは異なり、PVCは一般にほとんど常時接続している。
交換仮想回線 (SVC) は要求に応じて動的に確立される仮想回線であり、通信が完了すると切断される。SVCはデータ転送が散発的だったり、常に同じDTEを使うとは限らない場合に使われる。
恒久仮想回線 (PVC) は、同じDTE間で頻繁または連続なデータ転送を行う場合に確立される。PVCは恒久的に設定されるため、設定・消去を繰り返す必要がない。
フレームリレーは通常PVCを提供するのに使われる。ATMは両方を提供する。X.25も両方を提供するが、SVCの方がよく使われている。